# Roding Valley
Roding Valley – stacja londyńskiego metra położona na trasie Central Line pomiędzy stacjami Chigwell a Woodford. Znajduje się w Buckhurst Hill w dystrykcie Epping Forest, w czwartej strefie biletowej.
W latach 2008–2010 stacja obsługiwała około 201 tysięcy pasażerów rocznie, tym samym jest najmniej używaną stacją w całej sieci metra londyńskiego.

## Połączenia
Stacja obsługiwana jest przez autobusy linii 549.

## Galeria

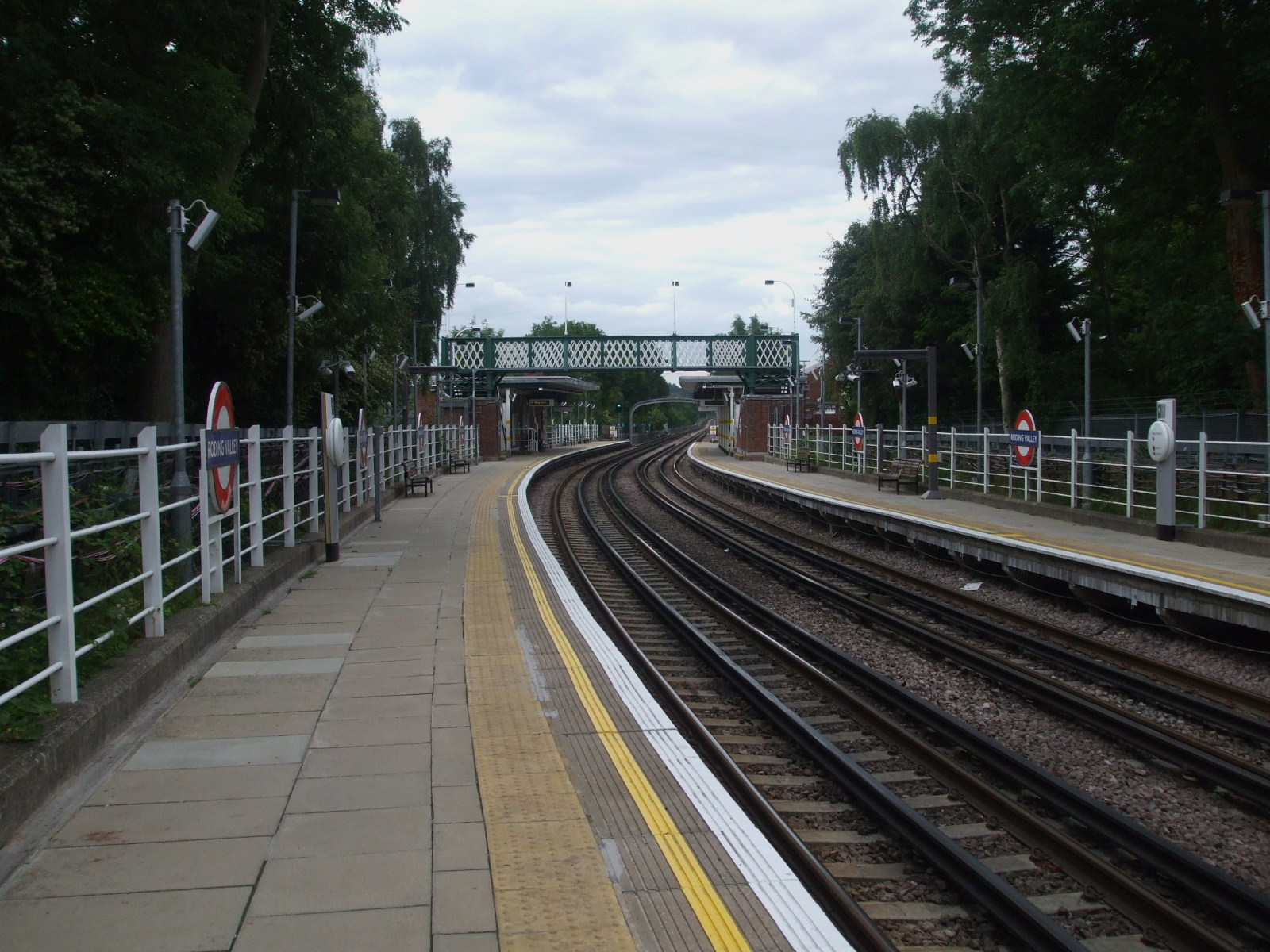
Widok na wschód
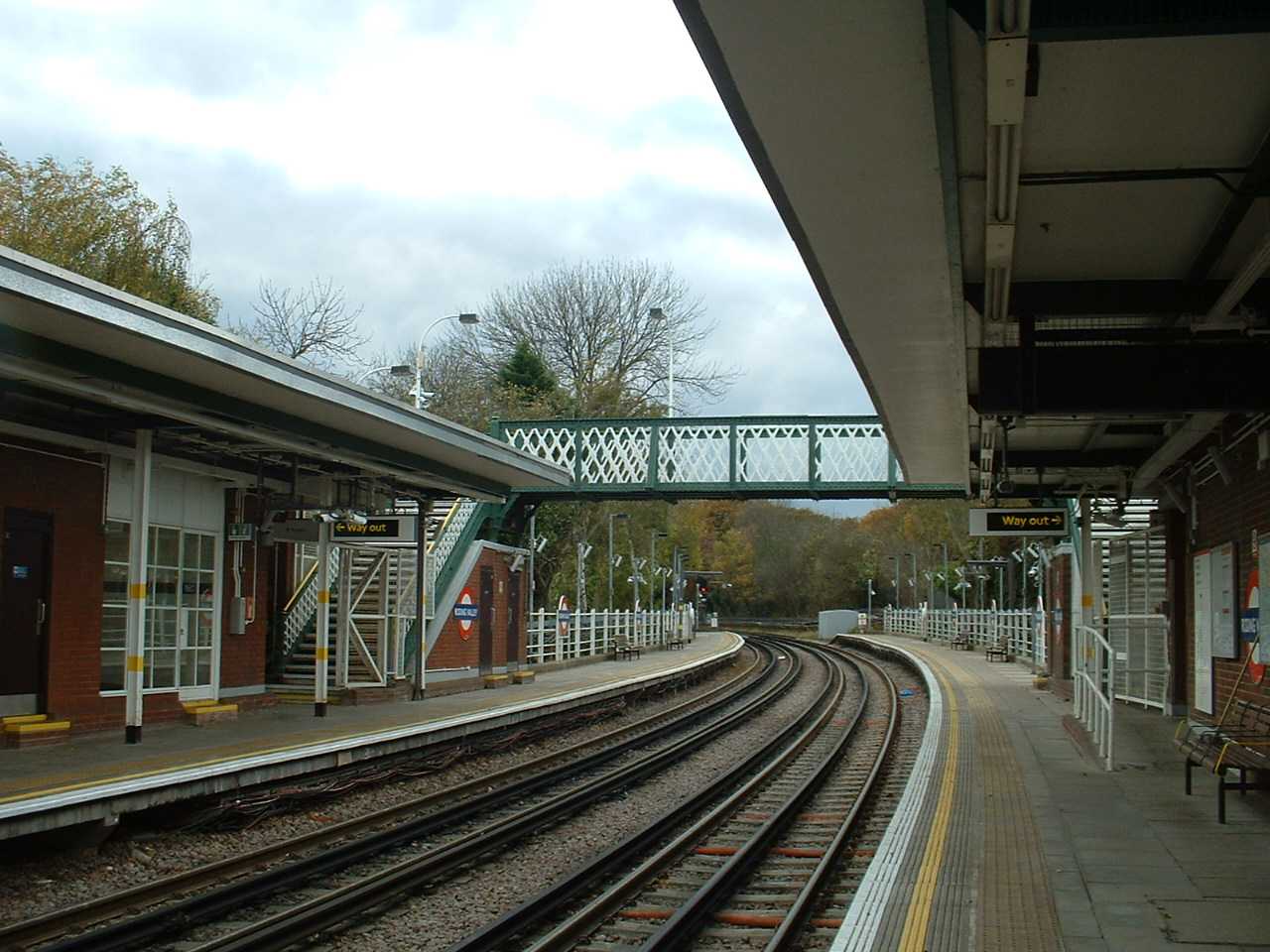
Widok na zachód
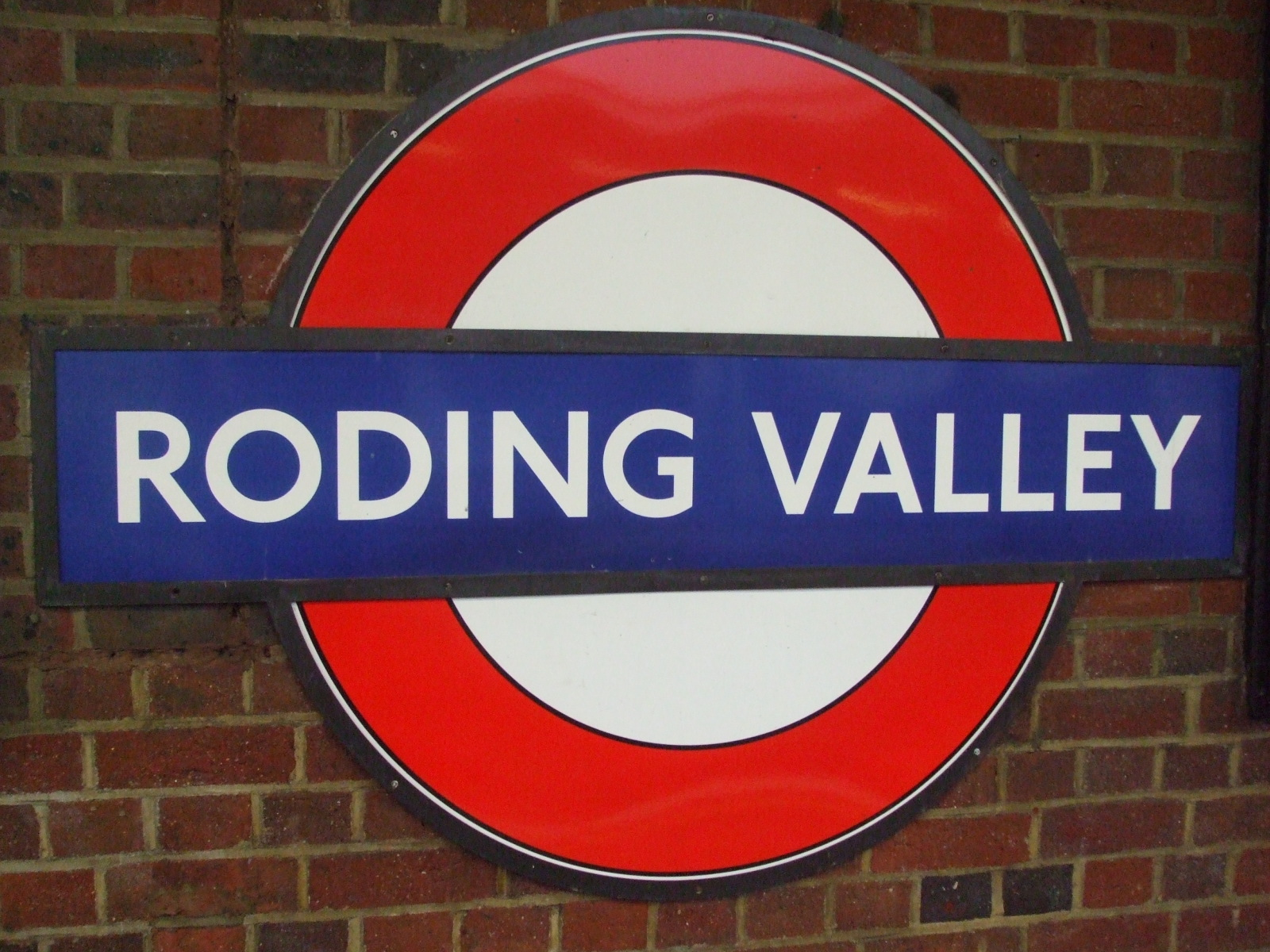
Symbol stacji